# مارتین ماتالون
مارتین ماتالون (انگلیسی: Martín Matalon؛ زادهٔ ۱۷ اکتبر ۱۹۵۸) رهبر موسیقی، مربی موسیقی، و آهنگساز اهل آرژانتین است. او در دوران ابتدایی زندگی خود دانشجوی موسیقی بود و در هر دو کنسرواتوار موسیقی بوستون و مدرسه موسیقی جولیارد تحصیل کرد.
وی همچنین برندهٔ جوایزی همچون کمک‌هزینه گوگنهایم شده است.

## آثار
- Formas de Arena برای فلوت، ویولا و هارپ (۲۰۰۱)
- Traces II برای ویولای سولو و الکترونیک زنده (۲۰۰۵)
- Trame VI برای ویولا و ارکستر مجلسی (۲۰۰۳)